# Daniella Josberg
Daniella Olympia Elisabeth Josberg, född 14 augusti 1972, död 6 december 1994, var en svensk författare och programledare på Nyhetstecken i Sveriges Television som dödades i samband med Stureplansmorden 1994.

## Biografi
Daniella Josberg föddes döv och växte upp i en hörande familj. Vid 15 års ålder började Josberg studera vid Gallaudet University i Washington D.C. i USA, som riktar sig till hörselskadade studenter. Efter fyra års studier avlade hon examen och återvände till Stockholm. Hon började läsa juridik vid Lunds universitet och hon skrev också en bok, Döv – javisst, om sin uppväxt, sina studier och om dövas situation i Sverige. Under studietiden fick hon anställning på Sveriges Television i Falun där nyhetsprogrammet Nyhetstecken sändes.
När Josberg lämnade Sturecompagniet den 4 december 1994 blev hon skjuten av Tommy Zethraeus. Hon träffades i ögat och halsen och fördes svårt skadad till Karolinska sjukhuset. Hon opererades i omgångar i tjugotvå timmar men avled av sina skador klockan 16:45 den 6 december.
Efter hennes bortgång inrättade Jerringfonden till minne av Josberg ett stipendium för att möjliggöra akademiska studier i USA för en döv person i åldern 20–25.
Daniella Josberg är begravd på Norra begravningsplatsen i Solna kommun.